# Max boxeur par amour

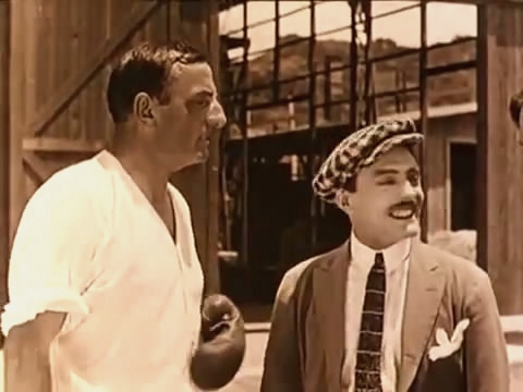
Maurice Tourneur et Max Linder dans une scène du film

Max boxeur par amour est un film muet français réalisé par Max Linder et sorti en 1912.

## Fiche technique
- Réalisation et scénario : Max Linder
- Société de production et de distribution : Pathé Frères
- Pays de production : France
- Format : Muet - Noir et blanc - 1,33:1 - 35 mm
- Métrage : 235 m
- Genre : Comédie
- Durée : inconnue
- Date de sortie : 
  - France : 25 octobre 1912

## Distribution
- Max Linder : Max
- Maurice Tourneur
- Charles de Rochefort
- Hope Hampton